# Lorenz Wäger
Lorenz Wäger, né le 7 août 1991 à St. Johann in Tirol, est un biathlète autrichien.

## Carrière
Il commence sa carrière internationale en 2009 avec une participation aux Championnats du monde jeunesse. Il obtient son premier podium en IBU Cup en 2014 à Martell.
Médaillé d'or aux Championnats d'Europe 2014 en relais, il démarre en Coupe du monde en février 2016 à Canmore où il décroche ses premiers points avec une 38e place. En janvier 2017, il signe son meilleur résultat individuel avec une vingtième place à l'individuel d'Antholz. En mars 2017, il monte sur son premier podium en Coupe du monde au relais de Pyeongchang.

## Palmarès

### Coupe du monde
- Meilleur classement général : 54e en 2017.
- Meilleur classement individuel : 20e.
- 1 podium en relais : 1 deuxième place.

#### Classements annuels
| Année     | Classement général final |
| 2015-2016 | 85e                      |
| 2016-2017 | 54e                      |

### Championnats d'Europe
- Médaille d'or du relais en 2014.

### IBU Cup
- 3 podiums.